# Route nationale 814a
La route nationale 814A, ou RN 814A, était une route nationale française qui reliait Caen à Bénouville.
À la suite de la réforme de 1972, elle fut déclassée en RD 515.

## Ancien tracé de Caen à Bénouville (D 515)
- Caen (place Saint-Pierre où la RN 814A rejoignait la RN 13[1])
- Hérouville-Saint-Clair
- Blainville-sur-Orne
- Bénouville (où la RN 814A rejoignait la RN 814)